# Chiesa di Santa Maria della Sanità (Milano)
La chiesa di Santa Maria della Sanità è un luogo di culto cattolico situato a Milano, in via Durini.

## Storia
La chiesa venne costruita per i padri Camilliani, provenienti dalla vicina chiesa di Sant'Eufemia, nel 1694 su progetto di Giovanni Battista Quadrio, i quali la utilizzarono come loro chiesa convenutale per il monastero annesso (trasformato in abitazioni dopo la sua soppressione nel 1799). I lavori di costruzione che si protrassero nei primi anni del Settecento, portarono al succedersi di Carlo Federico Pietrasanta alla guida del progetto che realizzò la facciata nel 1708, lasciandola però incompiuta in più parti.
È la chiesa della comunità maronita di Milano, dove si professa una particolare devozione per il libanese san Charbel.

## La struttura
L'edificio è soprannominato "il violoncello" per le armonie strutturali che contraddistinguono la sua facciata esterna, sormontata da un frontone spezzato di stile barocco, pur rimanendo rustica con mattoni a vista. La facciata è completata inoltre da numerose lesene, nicchie e cornici varie che danno l'idea del movimento. 
Internamente, la struttura si presenta ad un'unica navata, con un'aula di forma ovale, voltata da lunette, dotata di cinque cappelle, con un pavimento in cotto lombardo di diverse tonalità a comporre la figura di una croce.